# Elmar Brandstetter
Elmar Brandstetter (* 16. April 1908; † unbekannt) war ein deutscher Jurist. Von 1957 bis 1967 war er Bundeswehrdisziplinaranwalt.

## Leben
Brandstätter studierte Rechtswissenschaften. Er war Kriegsrichter bzw. Kriegsgerichtsrat, nach Angaben ostdeutscher Medien von 1935 bis 1942. Später war er Oberkriegsgerichtsrat beim Oberkommando des Heeres (OKH) und Oberfeldrichter in Wien.
Nach dem Zweiten Weltkrieg tauchte sein Name ohne über die ausgeübten Ämter hinausgehende Angaben im Braunbuch der DDR auf. Für das Institut für Besatzungsfragen der Eberhard Karls Universität Tübingen sammelte er in den 1950er Jahren Erklärungen von einstigen Wehrmachtsrichtern zur Gerichtsbarkeit im besetzten Frankreich (1940–1944), was ihm – auch aufgrund von dokumentierten Äußerungen – durch die Historikerin Claudia Bade vom HAIT in Dresden als Schuldentlastung ausgelegt wurde.
Brandstätter war zunächst Vertreter im Interimsausschuss der Europäischen Verteidigungsgemeinschaft (EVG) in Paris. In der Folge leitete er die Unterabteilung Militärisches Personal im Amt Blank und wurde 1955 als Ministerialrat Stellvertreter von Eberhard Barth in der Abteilung III (Rechtsabteilung) und kommissarischer Leiter der Unterabteilung VIII A (Bürgerliches, Öffentliches und Völkerrecht) im Bundesministerium der Verteidigung in Bonn, das zu dieser Zeit von Franz Josef Strauß (CSU) geleitet wurde. Er war u. a. für das Handbuch des Wehrrechts (1956) verantwortlich. Brandstätter war dann von 1957 bis 1967 Bundeswehrdisziplinaranwalt beim damaligen Bundesdisziplinarhof, bei dem in der Adenauer-Ära mindestens drei weitere ehemalige Wehrmachtsrichter beschäftigt waren.
Nach dem Krieg war er ständiger Mitarbeiter der Neuen Zeitschrift für Wehrrecht, wie schon zuvor in der Zeitschrift für Wehrrecht.

## Schriften (Auswahl)
1933–1945
- mit E. H. Hoffmann: Das Gesetzbuch der deutschen Wehrmacht. C. Heymann, Berlin 1936.
- mit E. H. Hoffmann: Handbuch des Wehrrechts. 2 Bände, 2. Auflage, C. Heymann, Berlin 1939.

nach 1945
- Gesetz über die Gewährung von Straffreiheit vom 31. Dezember 1949. Kommentar. Unter besonderer Hervorhebung der allgemeinen Grundsätze des Amnestierechts. Attenkofer, Straubing 1950.
- (Bearb.): Strafprozessordnung (StPO) in der Fassung vom 12. September 1950 nebst Gerichtsverfassungsgesetz, Jugendgerichtsgesetz, Reichsabgabenordnung, Wirtschaftsstrafgesetz und allen für die Praxis wichtigen strafverfahrensrechtlichen Nebengesetzen. Heymann, Berlin u. a. 1951. (bearbeitet mit Oswald Bussenius, 2. neubearbeitete Auflage 1971)
- (Erl.): Straffreiheitsgesetz 1954. Gesetz über den Erlass von Strafen und Geldbussen und die Niederschlagung von Strafverfahren und Bussgeldverfahren. Unter besonderer Hervorhebung der allgemeinen Grundsätze des Amnestierechts. Vahlen, Berlin u. a. 1954.
- (Hrsg.): Freiwilligengesetz mit Nebengesetzen, Entwurf Soldatengesetz, Entwurf Eignungsübungsgesetz. Textsammlung mit Erläuterungen, Hinweisen und amtlichen Begründungen. Heymann, Köln u. a. 1955.
- (Hrsg.): Handbuch des Wehrrechts. Vollständige Sammlung aller Gesetze, Verordnungen und Erlasse auf dem Gebiet der Verteidigung. Mit Erlaubnis, Hinweisen, Übersichten und ausführlichen Stichwortverzeichnissen. Heymann, Köln u. a. 1956 ff. (fortgeführt von Hans-Günter Schwenck und Rudolf Weidinger)